# Diospilus podobe
Diospilus podobe är en stekelart som beskrevs av Papp 1995. Diospilus podobe ingår i släktet Diospilus och familjen bracksteklar. Inga underarter finns listade i Catalogue of Life.